# Чернецкий, Николай Николаевич
Никола́й Никола́евич Черне́цкий (род. 29 ноября 1959, Фрунзе) — советский легкоатлет, олимпийский чемпион 1980 года в эстафете 4×400 м. Заслуженный мастер спорта СССР (1980). Действующий рекордсмен Киргизии в беге на 400 метров.

## Биография
Воспитанник спортивного клуба ЦСКА. Окончил ГЦОЛИФК. Выступал за «Трудовые резервы» (Москва). Чемпион мира 1983 года в эстафете 4×400 м. Чемпион Европы в закрытых помещениях 1980 года. Чемпион СССР 1978—1980.

### После спорта
С начала 1990-х годов живёт в Италии.

## Семья
- Был женат на прыгунье тройным Иоланде Чен — заслуженном мастере спорта России, призёре чемпионата мира.
- Сестра — Татьяна (р. 1964) — советская и российская спортсменка, заслуженный мастер спорта СССР, заслуженный тренер России, чемпионка мира, Европы и СССР по современному пятиборью.

## Результаты

### Соревнования
предварительные забеги/соревнования
| Год  | Соревнования                   | Город         | Дистанция        | Дата        | Результат | Место           | Видео |
| ---- | ------------------------------ | ------------- | ---------------- | ----------- | --------- | --------------- | ----- |
| 1978 | Чемпионат Европы (в помещении) | Милан         | 400 м            | 11 марта    | 47,20     | 1 (забег 2)     |       |
| 1978 | Чемпионат Европы (в помещении) | Милан         | 400 м            | 12 марта    | 47,29     | 1 (полуфинал 1) |       |
| 1978 | Чемпионат Европы (в помещении) | Милан         | 400 м            | 12 марта    | 46,72     | III             |       |
| 1979 | Универсиада                    | Мехико        | 400 м            | 8 сентября  | 45,45     | 1 (забег 4)     |       |
| 1979 | Универсиада                    | Мехико        | 400 м            | 9 сентября  | 45,12 PB  | 1 (полуфинал 1) |       |
| 1979 | Универсиада                    | Мехико        | 400 м            | 11 сентября | DNS       | —               |       |
| 1980 | Чемпионат Европы (в помещении) | Зиндельфинген | 400 м            | 1 марта     | 46,85     | 1 (забег 3)     |       |
| 1980 | Чемпионат Европы (в помещении) | Зиндельфинген | 400 м            | 2 марта     | 47,15     | 1 (полуфинал 2) |       |
| 1980 | Чемпионат Европы (в помещении) | Зиндельфинген | 400 м            | 2 марта     | 46,29     | I               |       |
| 1980 | Олимпийские игры               | Москва        | эстафета 4×400 м | 31 июля     | 3.01,8    | 1 (забег 1)     |       |
| 1980 | Олимпийские игры               | Москва        | эстафета 4×400 м | 1 августа   | 3.01,08   | I               |       |

1. ↑  Состав команды СССР: Николай Чернецкий, Михаил Линге, Ремигиюс Валюлис,
Виктор Бураков

### Личный рекорд
- 400 м — 45,12 с (1979).